# Ragnar Nurkse
Ragnar Nurkse (* 22. Septemberjul. / 5. Oktober 1907greg. in Käru, heute Kreis Rapla, Estland; † 6. Mai 1959 in Vevey, Schweiz) war ein estnischer, später in den USA lebender Wirtschaftswissenschaftler.

## Leben
Ragnar Nurkses Eltern waren Wilhelm Nurkse (1883–1933) und Victoria Clanman-Nurkse (1882–1964). Er besuchte die deutschsprachige Domschule zu Reval (heute: Tallinn) und studierte Volkswirtschaftslehre in Tartu, Edinburgh und Wien.
Seit 1934 war Nurkse in der Finanz- und Wirtschaftsabteilung des Völkerbundes in Genf tätig. Als stellvertretender Delegierter der Wirtschaftsabteilung des Völkerbundes nahm er an der United Nations Monetary and Financial Conference im Juli 1944 in Bretton Woods, N. H. / USA teil. Ab 1945 lehrte er an der Columbia University in New York City. Unterbrochen wurde seine Tätigkeit in New York durch ein Sabbatjahr in Oxford und Reisen zu Vorträgen und Konferenzen in mehreren Ländern. 1958 wurde er in die American Academy of Arts and Sciences gewählt.
Nurkse nahm 1958/59 eine Forschungsprofessur in Genf wahr und hätte seine akademische Karriere danach an der Princeton University als Direktor der Abteilung für Internationales Finanzwesen fortsetzen sollen. Er erlag jedoch unerwartet auf einem Spaziergang zum Mont Pèlerin am Genfersee einem Herzversagen; begraben wurde er in Vevey.
Ragnar Nurkse war verheiratet mit Harriet Berger (1916–1978). Aus der Ehe gingen zwei Söhne hervor, Peter Nurkse und der Lyriker Dennis Nurkse (* 1949).

## Leistungen
Ragnar Nurkse war einer der Väter des Systems fester Wechselkurse (Bretton-Woods-System, 1944 bis 1971) und einer der Begründer der Entwicklungsökonomie.

## Schriften
Nurkses Werk lässt sich in drei Phasen gliedern:
(1) in den 1930er Jahren Arbeiten über internationale Kapitalbewegungen,
(2) daran anschließend bis in die 1940er Jahre Arbeiten über den internationalen Handel und grenzüberschreitende Finanzströme,
(3) seit der Mitte der 1940er Jahre bis zu seinem Tod 1959 Arbeiten, die die Überwindung der strukturellen wirtschaftlichen Probleme in den Entwicklungsländern zum Thema hatten.
Die drei Schaffensperioden Nurkses sind durch drei Hauptwerke gekennzeichnet:
- die Monographie "Internationale Kapitalbewegungen" von 1935 – ein Werk, das der Ökonomen Gottfried Haberler später als "prä-keynesianisch" bezeichnete (Keynes’ General Theory erschien ein Jahr später)[3]
- die vom Völkerbund veröffentlichten Arbeiten zu Fragen des internationalen Währungs- und Finanzsystems, als deren Hauptautor Nurkse identifiziert werden kann – insbesondere die Schrift "International Currency Experience: Lessons of the Inter-War Period"  von 1944. Nurkses Empfehlung war, die weltwirtschaftlich destabilisierenden Währungsspekulationen der Zwischenkriegszeit durch Fixierung der Wechselkurse zu überwinden. Diese Auffassung, die von vielen Ökonomen seiner Zeit geteilt wurde, war fast drei Jahrzehnte lang ein Pfeiler der Weltwirtschaftsordnung der Nachkriegszeit, des Bretton-Woods-Systems, das erst 1971 mit der Entkoppelung des US-Dollar vom Gold aufgelöst wurde.
- die als Zusammenfassung verschiedener Aufsätze und Vorträge entstandene Schrift "Problems of Capital Formation in Underdeveloped Countries" von 1953 – ein Standardwerk der "klassischen" Entwicklungsökonomie (1950er bis 1970er Jahre). Hier entfaltete Nurkse das Konzept des Teufelskreises der Armut Ursache wirtschaftlicher Rückständigkeit sowie die Konzepte der Big-Push Industrialisierung und des gleichgewichtigen Wachstums (Balanced Growth) als Blaupausen zur Überwindung der strukturellen Armut in Entwicklungsländern.[4]

## Ehrungen
Die estnische Post gab im Jahr 2007 zu Ehren von Nurkses hundertstem Geburtstag eine Sonderbriefmarke heraus.